# Germán Lanaro
Germán Andrés Lanaro Contreras, (Villa Regina, provincia de Río Negro, 21 de marzo de 1986) es un exfutbolista argentino naturalizado chileno. Jugaba de defensor central, hoy es ayudante técnico de Pablo Guede en Argentinos Juniors.
Su hermano mellizo es el también futbolista Gustavo Lanaro que se encuentra actualmente en San Antonio Unido.

## Trayectoria
Inició su carrera deportiva en las divisiones inferiores de Círculo Italiano de Villa Regina, su ciudad natal. Luego pasó al Club Atlético Huracán tras unirse a la edad de 14 años, destacándose por sus cualidades de ser un zaguero fuerte, con mucha marca y buena proyección en el juego aéreo. Debutó profesionalmente de la mano de Osvaldo Ardiles el 9 de diciembre de 2007 en la victoria por 2 a 1 frente a Vélez Sarsfield. Disputó los torneos Apertura 2007 y Clausura 2008 con el equipo de Parque Patricios.
En junio de 2008 es transferido al Club Social y Atlético Guillermo Brown de Puerto Madryn para disputar el Torneo Argentino A. Luego de jugar una temporada en la institución de Chubut en junio de 2009 se incorpora al Club Villa Mitre de la ciudad de Bahía Blanca.
En junio de 2010 tras no conseguir el ascenso a la Primera B Nacional con el conjunto bahiense decide fichar por el Club Almagro de la B Metropolitana. No logró conseguir el ascenso tampoco con Almagro perdiendo la final del torneo reducido.
En la segunda mitad de 2013 se acordó su llegada al Club Atlético Nueva Chicago que había descendido a esa misma categoría. En su primer semestre con la camiseta del verdinegro, disputó 18 partidos (uno de ellos por Copa Argentina) y convirtió 1 gol frente a Comunicaciones. Durante la segunda rueda, disputó 19 partidos convirtiendo otro gol, esta vez a Acassuso. El 17 de mayo de 2014 logró el campeonato y el ascenso a la Primera B Nacional con el equipo de Mataderos.
En junio de 2014 se hizo oficial su traspaso al equipo chileno Palestino. Los buenos rendimientos con el cuadro arábico hicieron que tanto jugadores como técnicos lo eligieran como el mejor defensor de la temporada.

### Universidad Católica
El 25 de mayo de 2015 se anunció su contratación en Universidad Católica. Llega a la escuadra "cruzada" en modalidad de préstamo por 1 año. Tras continuar en gran nivel, en su segunda temporada en el fútbol chileno, la revista El Gráfico Chile lo incluyó en el once ideal del 2015 como uno de los mejores centrales del año. El 2016 lograría con el equipo cruzado el Torneo Clausura 2016, la Supercopa de Chile y el bicampeonato del fútbol Chileno al ganar el Torneo Apertura 2016.
Tras el retorno de los torneos largos, celebró el título de Primera División 2018. Al año siguiente, ganó la Supercopa de Chile 2019, y a fines de temporada nuevamente festejó un bicampeonato al quedarse con la copa de la Primera División 2019. A finales de 2020, sufrió una grave lesión en el empate sin goles de Universidad Católica con Colo Colo, cuyo diagnóstico fue una rotura de ligamento que lo dejaría fuera de las canchas durante el primer trimestre del 2021, pese a la lesión la misma semana, el club decidió renovarle su contrato por un año más.
En febrero de 2021, se celebró un tricampeonato con Universidad Católica al ganar el campeonato Primera División 2020. El 21 de marzo de 2021, junto al cuadro cruzado se coronó campeón de la Supercopa 2020, tras ganarle a Colo Colo por 4 a 2. A finales de ese año, disputó con el club la final de la Supercopa 2021 frente a Ñublense, donde la UC se coronó en tanda de penales tricampeón de está competencia, también la institución se coronó tetracampeón del torneo nacional, tras ganar las ediciones 2018, 2019, 2020 y 2021, formó parte de todos los torneos y está nueva estrella se convirtió en su décimo título con la franja. El 6 de noviembre de 2022, Universidad Católica jugó su último partido en Primera División 2022, donde se confirmó la salida de 3 jugadores, entre ellas, la de Lanaro.

## Estadísticas

### Clubes
| Club                         | Div.          | Temporada     | Liga local | Liga local | Copas nacionales | Copas nacionales | Competiciones internacionales | Competiciones internacionales | Total | Total | Media goleadora |
| Club                         | Div.          | Temporada     | Part.      | Goles      | Part.            | Goles            | Part.                         | Goles                         | Part. | Goles | Media goleadora |
| ---------------------------- | ------------- | ------------- | ---------- | ---------- | ---------------- | ---------------- | ----------------------------- | ----------------------------- | ----- | ----- | --------------- |
| Huracán Argentina            | 2.ª           | 2007-08       | 0          | 0          | 4                | 0                | —                             | —                             | 4     | 0     | 0.00            |
| Guillermo Brown Argentina    | 3.ª           | 2008-09       | 21         | 1          | —                | —                | —                             | —                             | 21    | 1     | 0.00            |
| Villa Mitre Argentina        | 3.ª           | 2009-10       | 29         | 0          | —                | —                | —                             | —                             | 29    | 0     | 0.0             |
| Almagro Argentina            | 3.ª           | 2010-12       | 53         | 5          | —                | —                | —                             | —                             | 53    | 5     | 0.09            |
| Almagro Argentina            | 3.ª           | 2012-13       | 39         | 3          | 1                | 0                | —                             | —                             | 40    | 3     | 0.08            |
| Almagro Argentina            | Total club    | Total club    | 92         | 8          | 1                | 0                | 0                             | 0                             | 93    | 8     | 0.09            |
| Nueva Chicago Argentina      | 3.ª           | 2013-14       | 36         | 2          | 1                | 0                | —                             | —                             | 37    | 2     | 0.05            |
| Palestino · Chile            | 1.ª           | 2014-15       | 25         | 3          | 6                | 3                | 8                             | 0                             | 25    | 3     | 0.12            |
| Universidad Católica · Chile | 1.ª           | 2015-16       | 27         | 0          | 5                | 0                | 3                             | 0                             | 33    | 0     | 0.0             |
| Universidad Católica · Chile | 1.ª           | 2016-17       | 19         | 3          | 8                | 1                | —                             | —                             | 27    | 4     | 0.15            |
| Universidad Católica · Chile | 1.ª           | 2017          | 12         | 0          | 4                | 1                | 2                             | 0                             | 18    | 1     | 0.06            |
| Universidad Católica · Chile | 1.ª           | 2018          | 26         | 2          | 2                | 0                | —                             | —                             | 28    | 2     | 0.07            |
| Universidad Católica · Chile | 1.ª           | 2019          | 19         | 1          | 3                | 0                | 6                             | 0                             | 28    | 1     | 0.03            |
| Universidad Católica · Chile | 1.ª           | 2020          | 13         | 0          | 1                | 0                | 9                             | 0                             | 23    | 0     | 0.0             |
| Universidad Católica · Chile | 1.ª           | 2021          | 18         | 1          | 2                | 0                | 2                             | 0                             | 22    | 1     | 0.05            |
| Universidad Católica · Chile | 1.ª           | 2022          | 9          | 0          | —                | —                | —                             | —                             | 9     | 0     | 0.00            |
| Universidad Católica · Chile | Total club    | Total club    | 143        | 7          | 25               | 2                | 22                            | 0                             | 189   | 9     | 0.05            |
| Total carrera                | Total carrera | Total carrera | 346        | 21         | 37               | 5                | 30                            | 0                             | 413   | 26    | 0.06            |
| 1. 2. 3.                     |               |               |            |            |                  |                  |                               |                               |       |       |                 |

### Resumen estadístico
| Competición               | Partidos | Goles | Promedio |
| ------------------------- | -------- | ----- | -------- |
| Primera B Metro           | 178      | 11    | 0.06     |
| Primera División de Chile | 168      | 10    | 0.06     |
| Copa Argentina            | 6        | 0     | 0.00     |
| Copa Chile                | 27       | 5     | 0.19     |
| Supercopa de Chile        | 4        | 0     | 0.00     |
| Copa Libertadores         | 20       | 0     | 0.00     |
| Copa Sudamericana         | 10       | 0     | 0.00     |
| Total                     | 413      | 26    | 0.06     |

## Palmarés

### Torneos nacionales
| Título                  | Equipo                     | País      | Año     |
| ----------------------- | -------------------------- | --------- | ------- |
| Primera B Metropolitana | Nueva Chicago              | Argentina | 2013-14 |
| Primera División        | C. D. Universidad Católica | Chile     | 2016-C  |
| Supercopa de Chile      | C. D. Universidad Católica | Chile     | 2016    |
| Primera División        | C. D. Universidad Católica | Chile     | 2016-A  |
| Primera División        | C. D. Universidad Católica | Chile     | 2018    |
| Supercopa de Chile      | C. D. Universidad Católica | Chile     | 2019    |
| Primera División        | C. D. Universidad Católica | Chile     | 2019    |
| Primera División        | C. D. Universidad Católica | Chile     | 2020    |
| Supercopa de Chile      | C. D. Universidad Católica | Chile     | 2020    |
| Supercopa de Chile      | C. D. Universidad Católica | Chile     | 2021    |
| Primera División        | C. D. Universidad Católica | Chile     | 2021    |

### Distinciones individuales
| Distinción                                                    | Temporada |
| ------------------------------------------------------------- | --------- |
| Mejor defensor Primera División de Chile                      | 2014/2015 |
| Parte del Equipo Ideal de El Gráfico Chile                    | 2015      |
| Premio Revista El Gráfico Chile - ANFP: Mejor central derecho | 2018      |
| Parte del Equipo Ideal de El Gráfico Chile - ANFP             | 2018      |